# Verbotene Farben

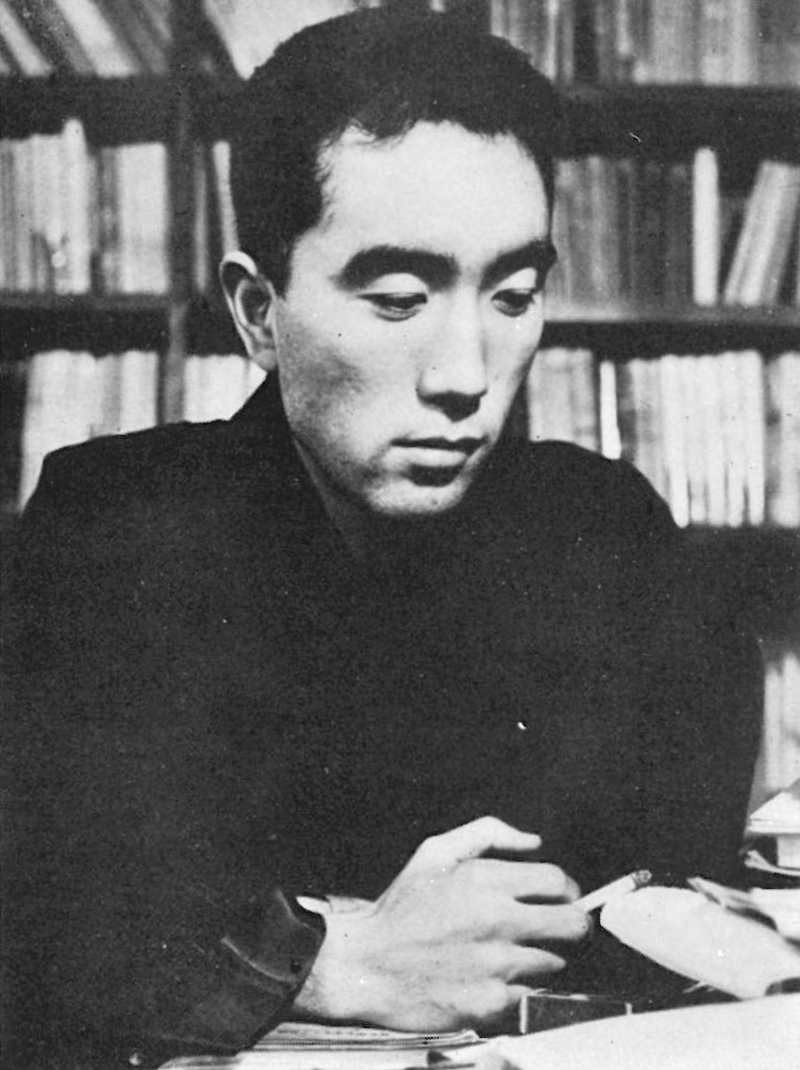
Mishima im Januar 1953, um den Zeitraum als der 2. Band zu Verbotene Farben serialisiert wurde.

Verbotene Farben (japanisch 禁色, Kinjiki) ist der vierte Roman des japanischen Schriftstellers Yukio Mishima. Er wurde in zwei Bänden 1951 respektive 1953 publiziert und erschien als internationale Vollbuchveröffentlichung am 30. September 1953.
Wie Mishimas vorherige Werke behandelt er düstere, damals tabuisierte Themen wie Frauenhass, Homosexualität, Pädophilie, Rache, Prostitution und Suizid und wurde in dem Zusammenhang vor allem für seine vielschichtigen Figuren und die psychologische Tiefe seiner bisweilen philosophischen Themen gelobt. Mit über 600 Seiten ist er Mishimas längster Roman und auch die gekürzte Vollbuchveröffentlichung gehört mit 420 Seiten zu den umfänglicheren Werken seiner Bibliografie.
Inhaltlich geht es um Shunsuke, einen alternden, zynischen Mann und erfolgreichen Autor, der bedingt durch alte Erfahrungen misogyne Züge entwickelt hat. Im Urlaub lernt er Yuichi kennen, einen jungen, bildhübschen Mann, der mit einer wohlhabenden Frau verlobt ist. Yuichi gesteht Shunsuke, dass er die Hochzeit aus monetären Gründen benötigt, jedoch kein sexuelles Verlangen nach seiner Verlobten oder generell einer Frau verspürt. Darin wittert Shunsuke seine Chance, den naiven Schönling als Waffe gegen das weibliche Geschlecht zu nutzen. Er verspricht ihm Geld, wenn er im Gegenzug die Hochzeit durchführt und gleichzeitig möglichst viele Affären hat; gleichzeitig könne er sein geheimes Leben als Homosexueller in Tokios Unterwelt voll ausleben. Obgleich anfangs in voller Kontrolle über den naiven Jüngling, schöpft Yuichi durch die ihm zuteil werdende Aufmerksamkeit Mut, sich von Shunsuke zu lösen. Dieser ist Yuichis Charme inzwischen aber selbst erlegen und begeht Suizid.
Wie schon die vorausgehenden Romane Bekenntnisse einer Maske und Liebesdurst wurde das Buch ein großer Erfolg und katapultierte Mishima in seinen 20ern zum erfolgreichsten Autor Japans.
Durch seine explizite Darstellung von Homosexualität und seiner bisweilen zynischen Gesellschaftskritik wurde er aber ebenso Subjekt großer Empörung unter japanischen Konservativen. Auch Mishima selbst wurde Opfer homophober Beleidigungen und Spekulationen, da er während der Schaffensphase des Romans in Tokio Schwulenbars besuchte. Wie schon Bekenntnisse einer Maske besitzt Verbotene Farben in der Retrospektive viele Parallelen zum wahren Leben des Autors und wird gemeinhin als Semi-Autobiografie bezeichnet.

## Inhalt
Das Buch erstreckt sich vom Sommer 1950 bis zum Herbst 1951.

### Erste Begegnung mit Yuichi

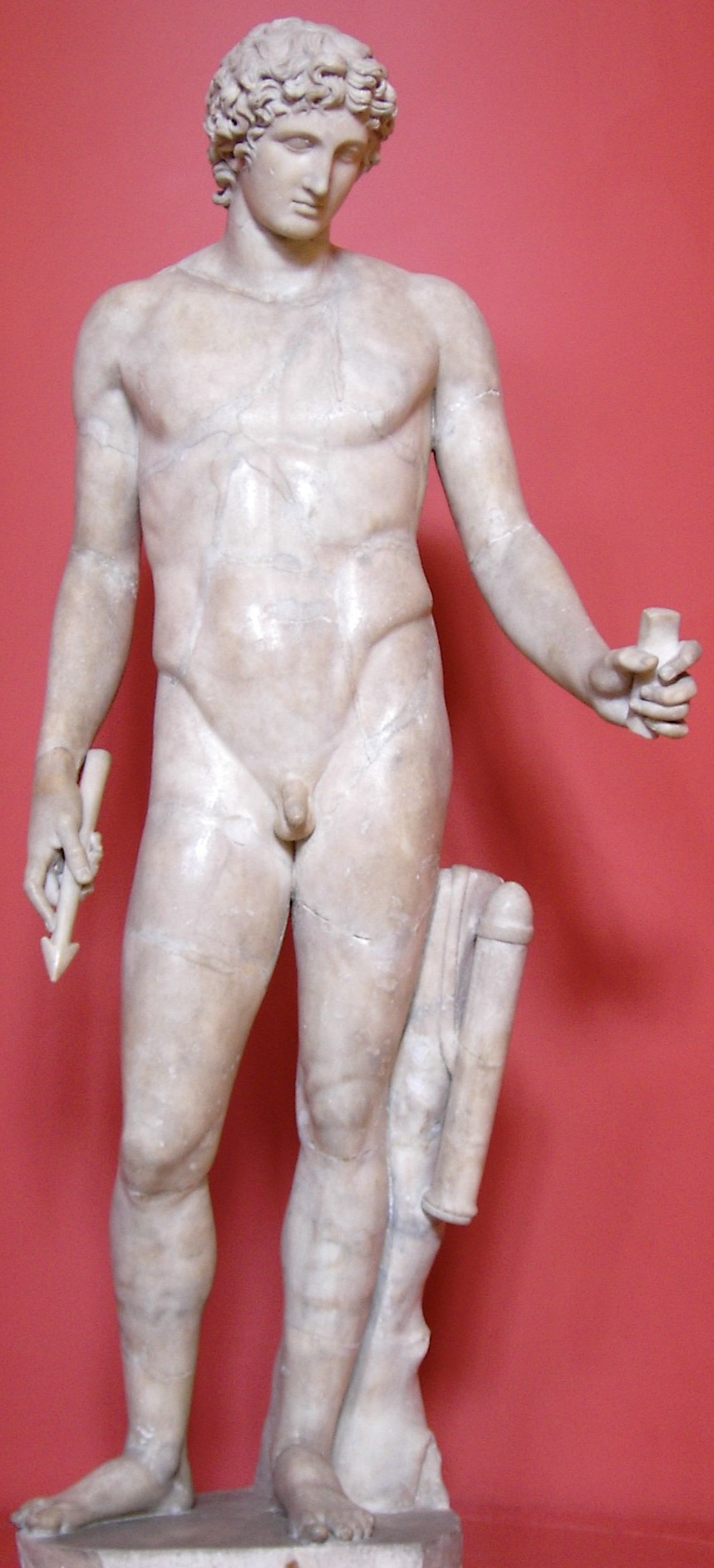
Shunsuke vergleicht Yuichis Körper mit einer „Statue Apollons“

Shunsuke Hinoki ist ein 66-jähriger Schriftsteller und als dieser äußerst erfolgreich. In der Liebe hat er aber kein Glück: Von seinen drei Ex-Ehefrauen wurde er verlassen und auch mit anderen Frauen hat er schlechte Erfahrungen gemacht. Trotzdem jagt er auf der Izu-Halbinsel, auf der er Urlaub macht, der attraktiven, viel jüngeren Yasuko hinterher und versucht diese zu verführen.
Während er sie im Meer badend beobachtet, trifft er ihren Verlobten Yuichi, einen schönen, jungen Mann, der „wie eine griechische Skulptur“ aussieht. Die beiden verstehen sich gut und vereinbaren ein Treffen in einer Bar. Im angetrunkenen Zustand offenbart Yuichi seinem neuen Bekannten, erhebliche Zweifel an der Hochzeit mit Yasuko zu haben, da er sich zu ihr nicht wirklich hingezogen fühlt. Generell befürchte er homosexuell zu sein, da er nicht bloß keine Lust gegenüber Frauen verspüre, sondern von ihren Verhaltensweisen geradezu „angeekelt“ sei. Trotz allem sei er auf die Hochzeit angewiesen, da seine Mutter schwer erkrankt sei und nicht genügend finanzielle Mittel für ihre Krankenhausversorgung vorhanden seien.
Shunsuke wittert seine Chance, mit Yuichi einen jungen Schönling zu haben, der nicht in der Lage ist, Frauen zu lieben. Er fasst den Plan, diesen als Werkzeug seiner Rache gegenüber den Frauen anzuwenden, die ihn in der Vergangenheit verletzt haben. Im Gegenzug bietet er Yuichi 500,000 Yen (heute in etwa 3900 €) und seine Wohnungskosten an. Seine erste Forderung an Yuichi ist es, Yasuko zu heiraten, wohl wissentlich, dass daraus eine lieblose Ehe resultieren wird.

### Aufeinandertreffen mit Lady Kaburagi
Auf Shunsukes Anweisungen besucht Yuichi die ehemalige Gräfin Kaburagi und Kyoko Hotaka, zwei ehemalige Liaisons Shunsukes. Dieser nutzt seinen Charme aus und bringt beide dazu, sich in ihn zu verlieben. Gleichzeitig lebt er auf Shunsukes Anraten seine homosexuellen Präferenzen aus und schläft regelmäßig mit jungen Männern in der Schwulenbar „Rudon“.
An einer Weihnachtsfeier des „Rudons“ trifft Yuichi zu seiner Überraschung den ehemaligen Grafen Nobutaka Kaburagi, Ehemann von Lady Kaburagi, und erfährt von seinen tiefen Verwurzlungen in die homosexuelle Szene Tokios, in der er unter seinem Pseudonym „Papst“ bekannt ist. In derselben Nacht schlafen Yuichi und Nobutaka miteinander und vereinbaren, auch zukünftig ihre sexuelle Beziehung aufrechtzuerhalten. Hierfür lässt er sich offiziell als Nobutakas Sekretär einstellen. Als Gräfin Kaburagi eines Tages ihren Ehemann mit Yuichi in flagranti beim Sex erwischt, gerät sie in Schreckstarre und verlässt schnurstracks das Anwesen.
Ein wenig später kommt ein langer Brief von Gräfin Kaburagi bei Yuichi an, in welchem sie diesen ihr Doppelleben als Prostituierte und ihre aufrichtige Liebe zu Yuichi offenbart. Yuichi ist schwer beeindruckt von den schönen Worten und zeigt Shunsuke den Brief, anmerkend, dass er glaubt, Gräfing Kaburagi auf einer „anderen, seltsamen Ebene“ zu lieben. Shunsuke lacht über das Geschriebene, erkennt aber, wie sich Yuichi langsam verliebt.

### Arbeit bei Yaichiro Kawada
Eines Abends trifft Yuichi im „Rudon“ auf Yaichiro Kawada, einen alten Freund Shunsukes, und schläft mit ihm. Kawada stellt ihn in seiner Firma ein und weckt in Yuichi den Ehrgeiz, selbst als Geschäftsmann tätig zu werden. Als ein Angestellter des Unternehmens die beiden nur haarscharf nicht beim Küssen erwischt, bricht Kawada sämtlichen zukünftigen Kontakt ab und tröstet Yuichi damit, dass „auch seine Reputation auf dem Spiel“ stehe. Gleichzeitig schafft es Yuichi, mit genauen intimen Anweisungen Shunsukes, auch Kyoko Hotaka zu verführen und zu verletzen.

### Zwangsouting
Einige Zeit später bringt Yuichis Ehefrau Yasuko ihre Tochter Keiko zur Welt. Während er diese im Arm hält, hinterfragt er zum ersten Mal sein laufendes Verhalten und legt sich auf, seiner Familie gegenüber ein besserer Ehemann und Vater zu werden und seinen homosexuellen Seitensprüngen abzuschwören. Sein Vorhaben hält nicht lange an, als er Minoru, einen Jungen aus der Nachbarschaft, kennenlernt und diesem verspricht, mit ihm durchzubrennen. Nachdem er sein Versprechen nicht einhält, ist Minoru verletzt und erzählt seinem Adoptivvater Fukujiro Honda von der Affäre, der erbost einen Brief an Yuichis Mutter und Ehefrau Yasuko sendet und ihn zwangsoutet.
In seiner Verzweiflung kontaktiert Yiuchi Gräfin Kaburagi, die mittlerweile in Kyoto wohnt, und bittet sie, sich gegenüber seiner Ehefrau und Mutter als seine Affäre vorzustellen, um zu beweisen, dass er heterosexuell ist. Der Plan geht zwar auf, Yasuko trennt sich aber von ihm und zieht mitsamt dem gemeinsamen Kind aus.

### Selbstmord Shunsukes
Yuichi, mittlerweile von allen vollständig isoliert, besucht Shunsuke und zeigt diesem den Scheck von Kawada. Er verlangt den sofortigen Kontaktabbruch und erklärt, nicht weiter als „Shunsukes Puppe“ agieren zu wollen. Shunsuke erzählt Yuichi, dass er diese Situation schon befürchtet hat. Gleichzeitig habe er sich auf einer platonischen Ebene auch bereits in Yuichi verliebt, obwohl er keine Anzeichen dafür gegeben hat. Er bittet Yuichi, sich zu ihm auf das Sofa zu legen. Als dieser sich setzt, erklärt Shunsuke, an Yuichi sein ganzes Vermögen vererbt zu haben, und schlitzt sich den Kehlkopf mit einem Rasiermesser auf. In Schockstarre von der Situation bleibt Yuichi geistesabwesend neben dem ausblutenden Shunsuke sitzen und starrt in die Luft.

## Wichtigste Figuren

### Hauptfiguren
- Yuichi Minami (22–23 Jahre alt)

Yuichi ist einer der beiden Protagonisten des Romanes und ein wunderschöner Mann, dessen Körper dem einer „griechischen Skulptur“, genauer der „Statue des Apollon“, gleicht. Er hat dünne Augenbrauen, scharf stechende Augen und leicht dickliche Lippen, außerdem eine starke Wangenknochenstruktur und strahlende weiße Zähne.
Er ist mit Yasuko verlobt und zögert zunächst diese zu heiraten, macht es auf Drängen Shunsukes aber doch. Beide bekommen zwar ein Kind und er fasst den Entschluss, ein besserer Ehemann zu werden. Dazu wird es allerdings nie kommen, da Yasuko ihn nach der „Affäre“ mit Gräfin Kaburagi verlässt. Er selbst hat sexuell ein reines Verlangen nach Männern und findet Frauen samt ihren typischen Eigenheiten abstoßend. Erst durch Gräfin Kaburagi hinterfragt er, ob er seine sexuellen Gefühle nicht immer fälschlicherweise mit seinen romantischen Gefühlen gleichgesetzt hat.
Um seiner schwerkranken Mutter die Krankenhauskosten bezahlen zu können, lässt er sich auf Shunsukes dubiose Machenschaften ein und verletzt wissentlich andere Frauen. Erst durch Kawada, der ihm seine Chancen als Geschäftsführer vorweist und ihn gut entlohnt, fühlt er sich in der Lage, mit Shunsuke zu brechen.
- Shunsuke Hinoki (66–67 Jahre alt)

Shunsuke ist der zweite Protagonist des Romans und ein alter, hässlicher Schriftsteller. Geboren wurde er in einer wohlhabenden Familie in der Präfektur Hyōgo. Er war dreimal verheiratet und wurde jedes Mal verlassen, wodurch er eine misogyne Lebenseinstellung entwickelt, die er mit den Lehren Sokrates’ rechtfertigt. Als sein Rachewerkzeug nutzt er Yuichi, für den er später zwar keine sexuellen, aber emotionale Gefühle entwickelt. Als dieser mit ihm bricht, vererbt er sein gesamtes Vermögen an Yuichi und begeht Suizid.
- Yasuko Minami (19–20 Jahre alt)

Yasuko Minami, geborene Segawa, ist die Ehefrau Yuichis und eine hübsche junge Frau. Shunsuke versucht, sie zu verführen, wird jedoch abgewiesen, wodurch er sie als sein erstes Racheobjekt auswählt. Ihren Ehemann lernte sie kennen, da ihr Vater und Yuichis verstorbener Vater Geschäftspartner waren. Mit ihm bekommt sie ihre Tochter Keiko.
- Frau Kaburagi (41,5 Jahre alt)

Frau Kaburagi war ehemalige Gräfin und ist die Ehefrau von Nobutaka Kaburagi. Zusammen mit diesem schmiedete sie damals einen Plan, an Shunsukes Geld zu kommen: Sie begann eine Beziehung mit ihm, fand intime Details über ihn heraus und erpresste ihn. Dadurch ist sie das zweite Racheobjekt Shunsukes. Um ihren hohen Lebensstandard zu halten, führt sie ein Doppelleben als Prostituierte. Sie verliebt sich in Yiuchi und, wenngleich er ihre Liebe nicht erwidert, opfert sie ihren Ruf und ihre Ehe, indem sie dessen Ehefrau und Mutter belügt und eine Affäre vortäuscht.
- Kyoko Hotaka (31,5 Jahre alt)

Kyoko Hotaka ist eine kleine, hübsche Frau, mit einem breiten Lachen und einem schmalen Brustkorb. Sie lernte Shunsuke vor über zehn Jahren kennen und schlief mit ihm, lehnte aber eine Beziehung zugunsten eines anderen Mannes ab. Sie half Frau und Herrn Kaburagi bei dem Trickbetrug. Dadurch ist sie sein drittes Racheobjekt. Mit ihrem jetzigen Ehemann ist sie unglücklich und entwickelt suizidale Tendenzen. Dies scheint sich zu bessern, als sie sich in Yiuchi verliebt. Da dieser ihr seine Liebe aber nur vortäuscht, begeht sie einen Selbstmordversuch. Als dieser scheitert, entscheidet sie sich, ihr „Leben als Hülle“ weiterzuleben.

### Nebenfiguren
- Nobutaka Kaburagi (43–44 Jahre alt)

Der Ehemann von Lady Kaburagi und ehemaliger Graf. Er leitete mehrere Firmen und nutzt sich mitsamt seiner Ehefrau als Aushängeschild. In Wirklichkeit ist er aber schwul und in der homosexuellen Untergrundszene Tokios unter dem Namen „Papst“ unterwegs. Dort lernt er auch Yiuchi kennen, mit dem er zeitweilig eine sexuelle Beziehung anfängt.
- Yuichis Mutter (56–57 Jahre alt)

Yuichis Mutter wurde in eine berühmte Familie geboren, hat sich mit dieser jedoch vor vielen Jahren zerstritten. Sie ist an chronischer Nephritis erkrankt.
- Yaichiro Kawada (50 Jahre alt)

Yaichiro ist ein alter Freund Shunsukes und der zweite Geschäftsführer von Kawada Motors. Ursprünglich hatte er angestrebt, Romanautor zu werden, verwarf dieses Vorhaben aber wieder. Er ist in Wahrheit homosexuell und beginnt mit Yuichi eine sexuelle Beziehung. Aus Angst, beider Reputationen zu zerstören, bricht er diese jedoch wieder ab. Die durch ihn ermöglichte Perspektive für Yuichis Leben gibt ihm den Mut, seinen Pakt mit Shunsuke zu brechen.
- Minoru (17 Jahre alt)

Minoru, geborener Watanabe, ist ein Oberstufenschüler und zeitweiliger Geliebter von Yiuchi. Durch die Luftangriffe auf Tokio wurde er zum Vollwaisen und anschließend von Fukujiro Honda adoptiert. Er wünscht sich, seinem Leben zu entfliehen, und setzt deshalb seine Hoffnung auf Yiuchi, der mit ihm durchbrennen will. Als nichts passiert, ist sein Herz gebrochen und er erzählt seinem Adoptivvater von Yiuchis Homosexualität.
- Fukujiro Honda (39 Jahre alt)

Fukujiro ist der Adoptivvater Minorus. Er betreibt ein Café in Kanda. Als Minoru ihm von Yiuchis Homosexualität erzählt, schreibt er einen wütenden Brief an dessen Ehefrau und Mutter, um ihn als homosexuell bloßzustellen.

## Themen (Überblick)
Der Roman wurde zu seinem Erscheinen für seine hochkomplexe Darstellung der menschlichen Psyche gelobt und befasst sich in diesem Zuge mit einer Handvoll Themen und philosophischer Erwägungen. Im Groben geht es bei Yuichi und Shunsuke um:
- Homosexualität: Yuichis Streben nach seiner wahren, homosexuellen Natur ist ein integraler Bestandteil des Narrativs. Shunsukes Hass auf Frauen führt zu seiner Bewunderung von Yuichi, den er als Schönling ohne Gefühle gegenüber Frauen empfindet.[7][8]
- Misogynie: Yuichi und Shunsuke verachten beide Frauen und werden dadurch in ihren Handlungen gelenkt.[9]

Wie häufig in Mishimas Werken bedient er sich thematisch an Oppositionen:
- Schönheit und Hässlichkeit: Yuichi wird als Maß aller Dinge in Sachen Schönheit angepriesen, während Shunsuke sich selbst als sehr hässlich beschreibt.
- Jugend und Alter: Die Alten und die Jungen werden konstant gegeneinander aufgespielt. Trotz ihres gemeinsamen Bundes stimmen der junge Yuichi und der alte Shunsuke in den wenigsten Sachen überein. Auch die junge Kyoko wird gegen die ältere Frau Kaburagi aufgespielt.
- Leben und Tod: Shunsuke ist fasziniert vom Tod und empfindet diesen als „mächtiger als das Leben.“
- Doppelleben / Alter-Egos: Yuichis Eintritt in Tokios Nachtleben bringt ihm Probleme, aufgrund seines Wunsches, seine homosexuelle Natur vor seiner Frau und der Allgemeinheit geheimzuhalten.

## Hintergrund

### Inspiration

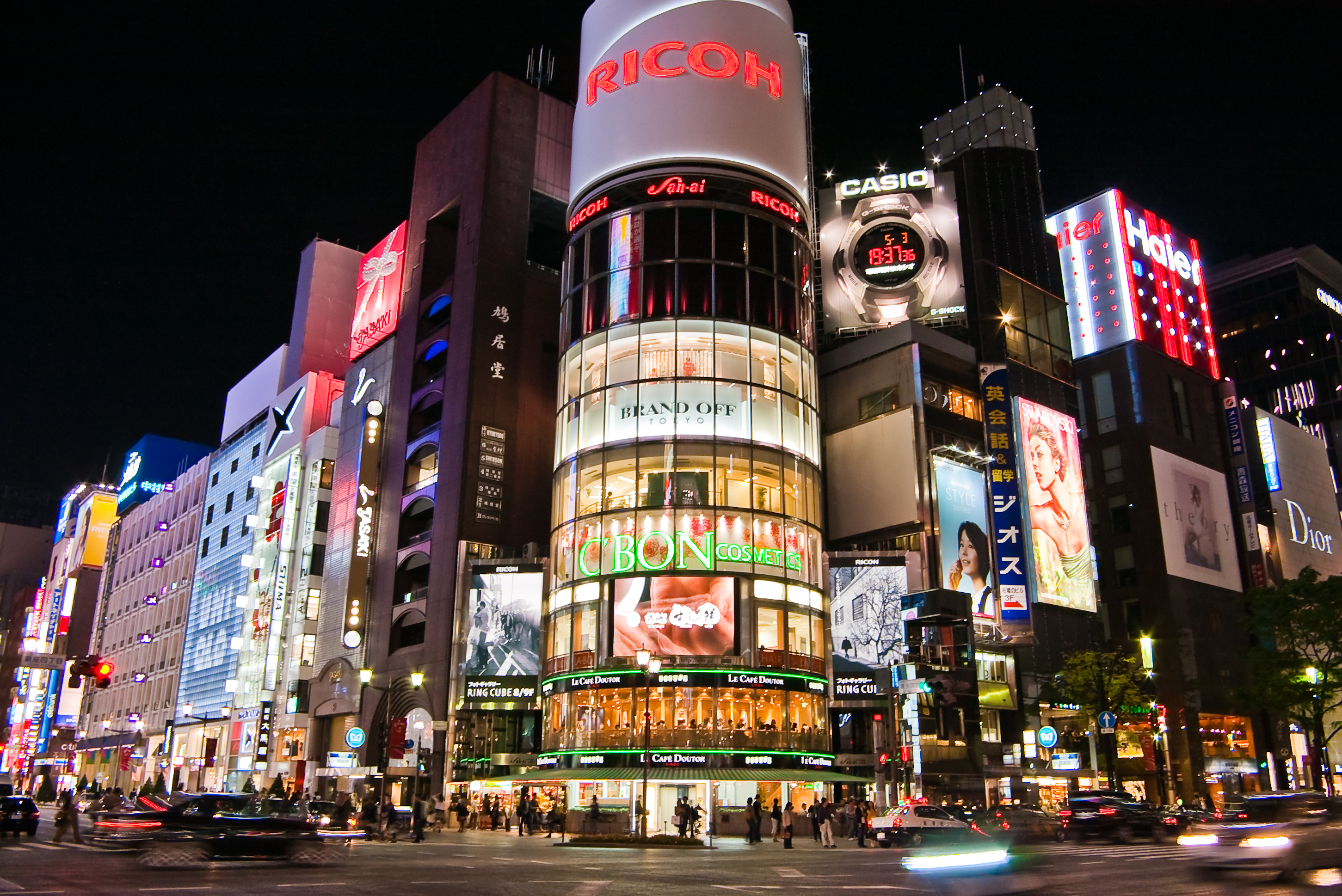
Der größte Teil der Handlung spielt in Ginza, Tokio.

Die Schwulenbar „Rudon“ ist der echten Schwulenbar „Blanswick“ in Ginza nachempfunden, die Mishima regelmäßig besuchte. Dort lernte er auch den aufstrebenden Autor Jiro Fukushima kennen, den – nach Mishima – „schönsten Mann der Welt“, der als Inspiration für Yuichi diente. Fukushima erlangte nach Mishimas Tod kurzzeitige Bekanntheit, als er einen Bericht veröffentlichte, in dem er eine sexuelle Affäre mit Mishima beschreibt, die während der Schreibphase für Verbotene Farben abgelaufen sein soll. Dem lagen fünfzehn Briefe bei, die er in diesem Zeitraum vom verstorbenen Autor bekommen haben soll. Mishimas Kinder verklagten Fukushima und den Herausgeber Bungeishunjū daraufhin erfolgreich auf Urheberrechtsverletzung wegen des unautorisierten Gebrauchs von Mishimas Briefen.
Der Autor Akiyuki Nosaka arbeitete als Teilzeitkraft in der Bar und half Mishima bei einigen seiner Ideen weiter. Als Shinchosha-Chefredakteur Kunitaka Sugawara sich mit Mishima in seinem Hotel in Izu-Ōshima verabredete, traf er am Pier einen jungen Mann, der einen Blumenstrauß für Mishima in der Hand hielt. Von diesem wurde er Yuichi oder Yu-chan genannt; ein Name, der Sugawara so im Kopf blieb, dass er Mishima überzeugte, ihn für die Hauptfigur zu verwenden.
Als Mishima im Januar 1952 New York City besuchte, lud ihn sein Freund Donald Richie zu einer Aufführung von Salome in das Metropolitan Opera House ein. Dieser überzeugte ihn aber zur weiteren Recherche lieber eine Schwulenbar in Greenwich Village zu besuchen und beide verbrachten den Abend dort.

### Chronologie der Veröffentlichung
Der erste Teil wurde als Kinjiki (dt. Verbotene Farben) episodenweise von der Januar-Ausgabe bis zur Oktober-Ausgabe 1951 in der Zeitschrift Gunzō veröffentlicht. Am 10. November 1951 erschien Verbotene Farben: Band 1 in limitierter Auflage im Shinchosha-Verlag.
Der zweite Teil trug den Titel Higyo (dt. Geheime Gelüste) und wurde von der August-Ausgabe 1952 bis zur August-Ausgabe 1953 als Feuilleton in Bungakukai veröffentlicht. Am 30. September 1953 erschien die gekürzte Version beider Bänder (420 Seiten anstatt 643 Seiten) unter dem Namen Verbotene Farben bei Shinchosha als Vollbuchveröffentlichung.
Zwischen Band 1 und Band 2 lag eine 10-monatige Ruhezeit, da Mishima um die Welt reiste (s. Der Becher des Apollo). Das Ende des ersten Bandes war ursprünglich ein anderes, in dem Frau Kaburagi sich aus Verzweiflung das Leben nimmt. Mishima mochte die Idee später nicht mehr, dass gerade eine Frau zu einer solchen Verzweiflungstat greift, da Shunsuke damit einen Erfolg verbucht hätte, der nicht zur geplanten Klimax des Band 2 gepasst hätte. Deshalb schrieb er das Ende in einer Sonderausgabe im Oktober 1951 um und Frau Karubagi verschwindet bloß spurlos.

## Erklärung des Titels
Das Wort Kinjiki ist ein Euphemismus für Homosexualität. Gleichzeitig bedeutet das Kanji 禁 verboten und das Kanji 色 kann je nach Kontext erotische Liebe oder Farbe bedeuten. Das Wort Kinjiki wurde außerdem für Farben benutzt, die gewisse Personen im japanischen Justizsystem nicht tragen durften.

## Adaptionen

### Geplante Adaptionen

Paul Schrader plante Verbotene Farben für seinen Film Mishima – Ein Leben in vier Kapiteln zu verwenden. Das Vorhaben scheiterte an Mishimas Witwe, die mit seiner Darstellung als Homosexueller unzufrieden war.

Mishima verfolgte lange den Wunsch, Verbotene Farben als Film umzusetzen. Als Darsteller bereits fest zugesagt haben Sō Yamamura als Shunsuke, Mitsuki Miura als Lady Kaburagi und Keiko Kishi als Yasuko. Als Yuichi wünschte sich Mishima den Nachwuchsschauspieler Minoru Oki:

„Ich habe Minoru Oki noch nicht kennengelernt, durfte ihn aber in einem Fotoalbum bewundern. Jugend, Stil, Melancholie und Schönheit stehen ihm ins Gesicht geschrieben. Sollte Verbotene Farben verfilmt werden, möchte ich, dass er die Hauptrolle spielt.“

Da sich Mishima mit den angedachten Produzenten jedoch keinen Konsens bezüglich der Finanzierung finden konnte, scheiterte das Vorhaben.
Paul Schrader wollte Passagen aus Verbotene Farben für seinen Film Mishima – Ein Leben in vier Kapiteln verwenden. Die Nutzungsrechte wurden ihm von Mishimas Witwe jedoch verwehrt, da sie Probleme mit der Darstellung Mishimas als eines heimlich lebenden Homosexuellen hatte. Als Alternative wählte Schrader Mishimas Roman Kyōkos Haus.

### Theateraufführung
Verbotene Farben wurde vom 8.–11. Juni 005 im Öffentlichen Theater Setagaya und vom 24.–25. Juni im Kitakyūshū Kunsttheater aufgeführt. Für die Regie, Komposition und Choreographie waren Kim Ito und Kazuomi Kurosawa zuständig. Die Hauptrollen spielten Kim Ito und Tsuyoshi Shirai.

## Sonstiges
Der Titelsong des Films Furyo – Merry Christmas, Mr. Lawrence, geschrieben von David Sylvian und Ryūichi Sakamoto, heißt Forbidden Colors, benannt nach dem Buch. Sylvian bezeichnete Verbotene Farben als sein Lieblingsbuch und das Lied als seine Art von Tribut.